# 海托華斯 (北卡羅萊納州)
海托華斯（英語：Hightowers）是位於美國北卡羅萊納州卡斯韋爾縣的非建制地區。

## 歷史
海托華斯的郵局於1833年設立，其後於1935年停運。

## 地理
海托華斯所處的海拔為高於海平面217米（即712英呎），而該地所採用的時區為UTC-5，即北美东部时区（EST）。同時該地設有夏令時間，為UTC-5調快一小時，即UTC-4（EDT）。